# 白河口の戦い
白河口の戦い（しらかわぐちのたたかい）は、戊辰戦争における戦いの1つ。慶応4年閏4月20日から7月14日（1868年6月10日から8月31日）にかけて、南東北の要地白河小峰城（白河城）を巡る奥羽越列藩同盟側（仙台藩・会津藩・旧幕府歩兵隊・米沢藩・棚倉藩（旧白河藩）など）と新政府軍（薩摩藩・長州藩・大垣藩・忍藩）との戦いで、戊辰戦争の戦局に大きな影響を与えた。列藩同盟側には名義上同盟には加わらなかった会津藩や旧幕府歩兵も参加しているが、これ以降それらの勢力も含めて列藩同盟軍と記す。
仙台藩・米沢藩などを主力とした列藩同盟軍は、会津藩・庄内藩と提携し新政府と敵対する軍事同盟成立に際して白河城を攻撃し、新政府軍から白河城を奪い取った。ここに戊辰戦争の東北地域での戦闘（東北戦争）が勃発した。しかし新政府軍は約700名程度で、列藩同盟側約2500名の駐屯していた白河城を奪還した。同盟軍は白河を経由した関東への進軍を意図して約4500名まで増援を行い、7回にわたって攻撃したが、新政府軍は劣勢な兵数で白河城を守りきった。

## 背景
陸奥国白河は下野国に接し、みちのくと関東の境界に位置する奥州街道沿いの要地で、本来は白河藩領であった。慶応2年（1866年）に藩主阿部正静が同国棚倉に転封されて二本松藩の預かり地となっており、藩主不在であった。白河城は寛永6年（1629年）に丹羽長重によって改築された城で、仙台藩をはじめとする東北諸藩を仮想敵として設計されていたため、南方は比較的手薄となっていた。
慶応4年閏4月20日、二本松藩兵が守備していた白河城へ田中玄清の息子左内が率いる会津兵と新選組が侵攻し、これを占領した。会津藩遊撃隊長遠山伊右衛門と新選組（土方歳三が負傷により戦列を離れていたため山口二郎（斎藤一）が指揮）を城外南方の白坂口に配置、東の棚倉口には純義隊長小池周吾、原方街道には青龍隊長鈴木作右衛門を配置。朱雀隊長の日向茂太郎らは米村にいた。
参謀伊地知正治、部隊長野津鎮雄、川村純義の率いる新政府東山道軍は宇都宮城の戦いに勝利し、宇都宮を拠点として確保していた。新政府軍は薩摩藩兵を中心とし、大垣藩兵、長州藩兵、忍藩兵で構成されていた。新政府軍は宇都宮から大田原まで進軍していたが、会津による白河城占拠を知った江戸からの指令で、そのまま白河へと前進した。
25日払暁に新政府軍の先遣隊数百名は白坂口へ奇襲をかけて、会津藩遊撃隊と新選組は新政府軍と激しく交戦をした。この戦いを知った日向茂太郎が側面から樋口砲兵と共に新政府軍を攻撃、ここで新政府軍は浮足立った。更にそれに続いて棚倉口から小池が、原方街道から鈴木と集義隊の今泉と井口らが海側から側面を叩いた。この両側からの激しい攻撃に政府軍も敗走せざるを得なかった。新政府軍は長雨でぬかるんだ田地に足をとられ、宇都宮城の戦いでの死闘による疲労と弾薬不足、そして宇都宮からの無理な強行軍の疲労と土地勘の無さも重なり損害を出して、芦野へ撤退した。この戦いで新撰組の菊池央が戦死。
翌26日に白河口総督として会津藩家老西郷頼母が、副総督として同若年寄横山主税が白河城に入城した。また、仙台藩、棚倉藩、二本松藩の増援部隊も到着した。山口二郎や純義隊の宮川六郎らは白坂口の防衛を献策したが、西郷頼母は「兵力で勝っており不要である」として却下したものの、やはり白坂口や棚倉口にも兵を配備した。そして山口や純義隊を白河口に配置し本陣を守った。更に西郷は白河城南に位置する稲荷山に兵の重点に置き、主力部隊と砲兵を配備した。
新政府軍は宇都宮城の土佐藩兵に増援協力を仰ぎたい所だったが、同地の土佐藩兵は今市の戦いの最中であった。そこで東山道軍に伊地知正治率いる薩摩藩と長州藩、大垣藩、忍藩の部隊を合流させて増員した。兵力は新政府軍が約700名、列藩同盟軍が2,000から2,500名であった。新政府軍は28日に白坂口にて激しい銃撃戦を展開して会津兵を撃退し、侵入口を確保した。翌29日に白坂口に本陣を構え、5月1日から白河城の攻略にかかった。

## 経過

### 新政府軍の白河城攻略
5月1日、新政府軍は兵力を3つに分け、本隊は伊地知が率い少数の囮部隊として中央から進軍、野津と川村が指揮する2部隊は左右へ迂回して列藩同盟軍を包囲、退路を断ちつつ進軍し白河城を攻略する作戦をとった。左右の迂回部隊がまず先発し、時間差をつけ遅れて本体が進軍、小丸山を占拠した。新政府軍本隊は、多数の旗を掲げて大軍と見せかけ、列藩同盟軍が布陣していた白河城南に位置する稲荷山（現在の九番町西裏 - 稲荷公園）に砲撃して注意と兵力を引きつけた。この際、稲荷山に激励に赴いた会津軍副総督の横山主税が銃撃され戦死した。西郷は稲荷山へ白河城と他の方面から戦力を逐次投入し、新政府軍本隊へ攻撃をしかけた。

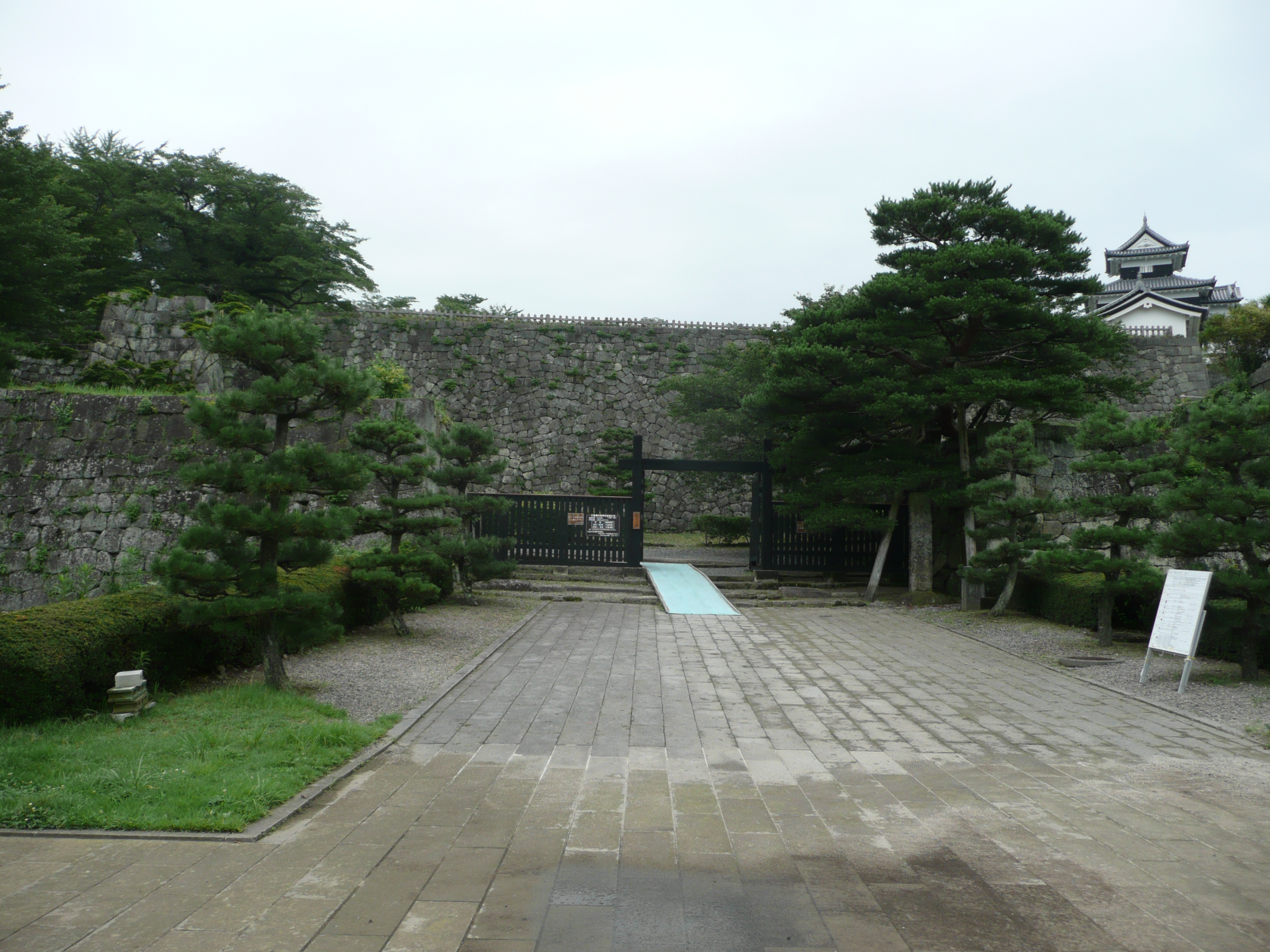
白河小峰城の清水御門

こうして手薄になった西の立石山と東の雷神山へ、新政府軍別動の2部隊が侵攻して占拠した。これにより新政府軍は稲荷山を包囲する形となり山上から銃撃を加え、兵力を展開して城下へと突入した。列藩軍は敗走し、白川藩家老の阿部内膳は銃弾を浴び戦死、新政府軍は白河城を占領した。同盟軍は横山をはじめ幹部多数を失い、約700名の死傷者を出した。新政府軍の死傷者は20名前後と伝えられ、新政府軍の圧勝に終わった。会津藩軍事奉行の海老名季久（海老名季昌の父）は、敗軍の責任を取り白河城下の龍興寺にて自刃した。

### 列藩同盟軍の反撃
このころ、新政府軍は関東を完全に制圧できていなかったため白河城へ増援する余裕が無く、黒羽藩によって歩兵3小隊と砲一門が4日に白坂に到着し同地の守備に就いた程度であった。一方、列藩同盟軍は秋田戦線で”同士討ち”をする羽目に陥り携主力の仙台藩は白川口に援兵を送ることができなくなっていた。また、列藩同盟軍はから兵力の集結や総攻撃の判断ができずに、5月16日から17日に小規模の攻撃を行った程度であった。
26日、列藩同盟軍はようやく兵力の再集結を終え、約2,000の兵力をもって白河城へ総攻撃をかけた。雨中であり両軍とも小銃の着火に手間取ったが、特に列藩同盟軍では旧式の小銃が多く戦力の大きな低下を招いた。列藩同盟軍はさらに27日、28日と連続して攻撃をかけたが、新政府軍はこれを撃退した。6月に入ると新政府軍は、5月6日の今市の戦いや15日の上野戦争での勝利によって、関東から旧幕府勢力を駆逐できたため、戦力に余裕が生まれ、板垣退助率いる土佐藩迅衝隊等第3銃隊及び第4銃隊や江戸の薩摩藩兵3隊と砲一隊などの精強な部隊が白河城へ増援された。列藩同盟軍は6月12日にも白河城へ攻撃を仕掛けたが、失敗に終わった。

### 戦闘終結
16日、白河に近い平潟に新政府軍1500名が上陸。その後も続々と派兵され、7月中旬には3000の兵を擁するようになった。平潟の上陸軍に呼応して、24日に白河から板垣退助率いる新政府軍が棚倉城攻略のため800の兵を率いて南東へ出発した。棚倉城は白河と平潟の中間に位置し、平潟と白河の新政府軍が合流・提携するために確保する必要があったからである。当時、棚倉城および棚倉藩領は白河藩の事実上の預かりとなっており、藩主阿部正静の父で隠居の、幕府各奉行や老中をも勤めた阿部正外が守備していた。新政府軍の棚倉攻撃の動きを列藩同盟軍は予期していたが、むしろ白河城奪取の好機と見て白河へ兵力を集結させ、棚倉藩への増援は行われなかった。棚倉城はその日のうちに落城。阿部正外は城が敵に接収されるのを好しとせず、棚倉城を放火して逃走したが、その炎は城下の一部まで広がり、一般民家にまで被害をもたらした。この白河・棚倉両城の陥落は、基本的に阿部家のみの兵力で両城を守らねばならなかった、すなわち兵力不足であったことも一因である。その為、板垣退助ら官軍は棚倉城の近隣にある蓮家寺を本陣とした。
25日、列藩同盟軍は予定通り白河城へ攻撃をかけたが失敗。更に7月1日の攻撃にも失敗した。翌2日に西郷頼母が会津軍総督を罷免され、後任として内藤介右衛門が就いた。戦況は新政府へ傾いていった。8日に庄内藩は白河口救援のため大隊を派遣したが、その途上で、秋田藩および新庄藩などが列藩同盟から離反したとの報が入ったため派遣隊を戻し、同部隊を新庄藩攻撃の任にあてた。また13日、平潟の新政府上陸軍は平城を占領。以後、軍を再び2つに分け海岸沿い及び内陸へ進軍を開始、三春にて板垣の白河軍と合流した。
列藩同盟軍の白河城への攻撃は14日が最後となった。以降、周辺地域で戦闘が続いたが、白河より北の中通り・浜通りが新政府軍の支配下となった。列藩同盟軍は会津藩領を経由して白河周辺から撤退し、白河口の戦いは終結した。

## 影響
28日、29日に新政府軍は本宮へと進軍し、迎え撃った列藩同盟軍は敗走した。また27日に本宮の陥落で進退窮まった三春藩が新政府へ降伏。これにより29日に新政府軍の別働隊が二本松城を攻撃した。二本松藩兵の多くが白河口へ出兵していたこともあり二本松城は落城した（二本松の戦い）。
白河口の戦いで新政府軍を率いた伊地知正治は、薩摩藩兵を中心とした兵力劣勢ながら勇猛果敢な上意下達をもって戦いを優勢に進めた。一方、列藩同盟軍は上意下達を欠き、当初持っていた優勢な兵力を生かしきれず、いたずらに損害を重ねた。白河から列藩同盟軍を南下させることによって関東地域の旧幕府勢力との協同・関東地域からの新政府軍の駆逐を目指した列藩同盟の意図は、白河城を新政府が確保し続け、関東地域の騒乱が新政府によって収拾されることによって挫折した。逆に板垣の白河軍及び平潟から上陸した新政府軍の中通り・浜通りへの進軍によってこの地域の列藩同盟軍は雲散霧消し、新政府は仙台藩と会津藩を直接攻撃できる態勢が整った。白河口での敗北によって列藩同盟軍は勝機を失い、東北戦争の大勢は決した。

## 現代
参戦諸藩があった自治体の関係者による慰霊祭が行われており、120周年に続いて150周年にあたる2018年7月14日に開催された。
旧長州藩領の山口県内では80カ所以上で、大垣藩があった岐阜県では5カ所で「白河踊り」という盆踊りが伝わっている。これは白河口の戦いの従軍兵士が持ち帰ったものである。